# Roy Orbison at the Rock House
Roy Orbison at the Rock House es el primer álbum de estudio del músico estadounidense Roy Orbison. Fue publicado por la compañía discográfica Sun Records en 1961, cuando Orbison ya había firmado un nuevo contrato con el sello Monument Records. Sam Phillips, dueño de Sun Records, tenía una colección de canciones grabadas por Orbison en Sun entre 1956 y 1958, y quiso capitalizar el éxito que Orbison había conseguido con Monument después de que tres de sus sencillos, grabados entre 1960 y 1961, llegasen a lo alto de las listas de éxitos de Billboard.
Gran parte de las canciones de Roy Orbison at the Rock House fueron compuestas por el propio Orbison, aunque fue reemplazado en los créditos por Sam Phillips. Varias excepciones son los temas compuestos por Harold Jenkins y Johnny Cash, ambos artistas de Sun Records en la época. «Rock House» fue escrita entre Orbison y Jenkins.

## Lista de canciones
Todas las canciones compuestas por Roy Orbison excepto donde se anota.
1. "This Kind of Love" - 2:10
2. "Devil Doll"  - 2:11
3. "You're My Baby" (Johnny Cash)
4. "Trying To Get To You" - 2:50
5. "It's Too Late" (Chuck Willis) - 2:06
6. "Rock House" (Phillips, Harold Jenkins) - 2:04
7. "You're Gonna Cry" - 2:11
8. "I Never Knew" - 2:21
9. "Sweet and Easy to Love" - 2:15
10. "Mean Little Mama" - 2:02
11. "Ooby Dooby" (Wade Moore, Dick Penner) - 2:14
12. "Problem Child" - 2:20